# Электроприбор (завод, Грозный)
Электроприбор (Оргтехника) — завод в Грозном. Был создан в 1962 году. На заводе производился весь спектр организационной техники — продукция для механизации и автоматизации управленческих и инженерно-технических работ от ручек до копировально-множительных машин. Эта техника использовалась для передачи и использования информации в учреждения и на предприятиях, диспетчерских службах и автоматизированных системах управления. Продукция разрабатывалась Всесоюзным научно-исследовательским институтом оргтехники.
Завод располагал своей базой отдыха в селе Автуры (Шалинский район) с бассейном и бильярдной.
Завод был разрушен во время Первой чеченской войны. В уцелевших корпусах завода в настоящее время располагается завод Электропульт-Грозный.